# Centre chorégraphique national Roubaix - Hauts-de-France

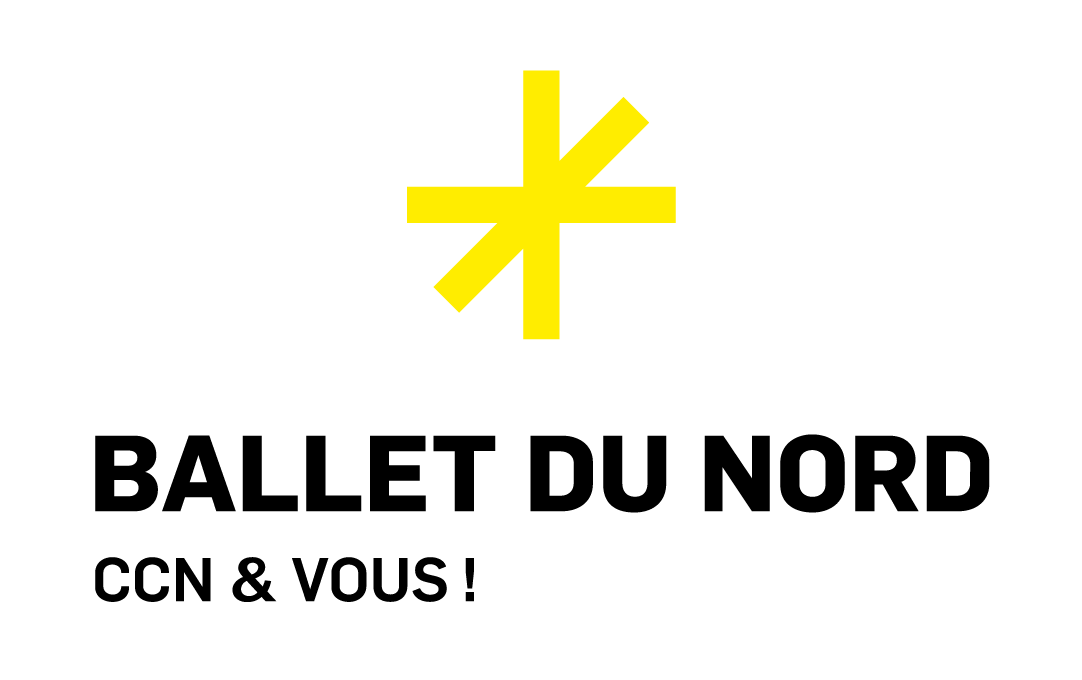
Logo du Ballet du Nord

Le Centre chorégraphique national Roubaix - Hauts-de-France ou Ballet du Nord est un centre chorégraphique national (CCN) établi à Roubaix (Hauts-de-France) et dont la salle de représentation est Le Colisée. La compagnie a été fondée en 1983 par le Cubain Alfonso Cata sous le nom de Ballet du Nord de l’Opéra de Lille. Il fait partie de l'Association des Centres Chorégraphiques Nationaux (ACCN). 
Il a été dirigé pendant dix ans par la chorégraphe américaine Carolyn Carlson. Olivier Dubois, salué par le public et la profession, prend la suite le 1er janvier 2014. En avril 2018, le chorégraphe Sylvain Groud lui succède et prend la direction du Ballet du Nord.

## Historique

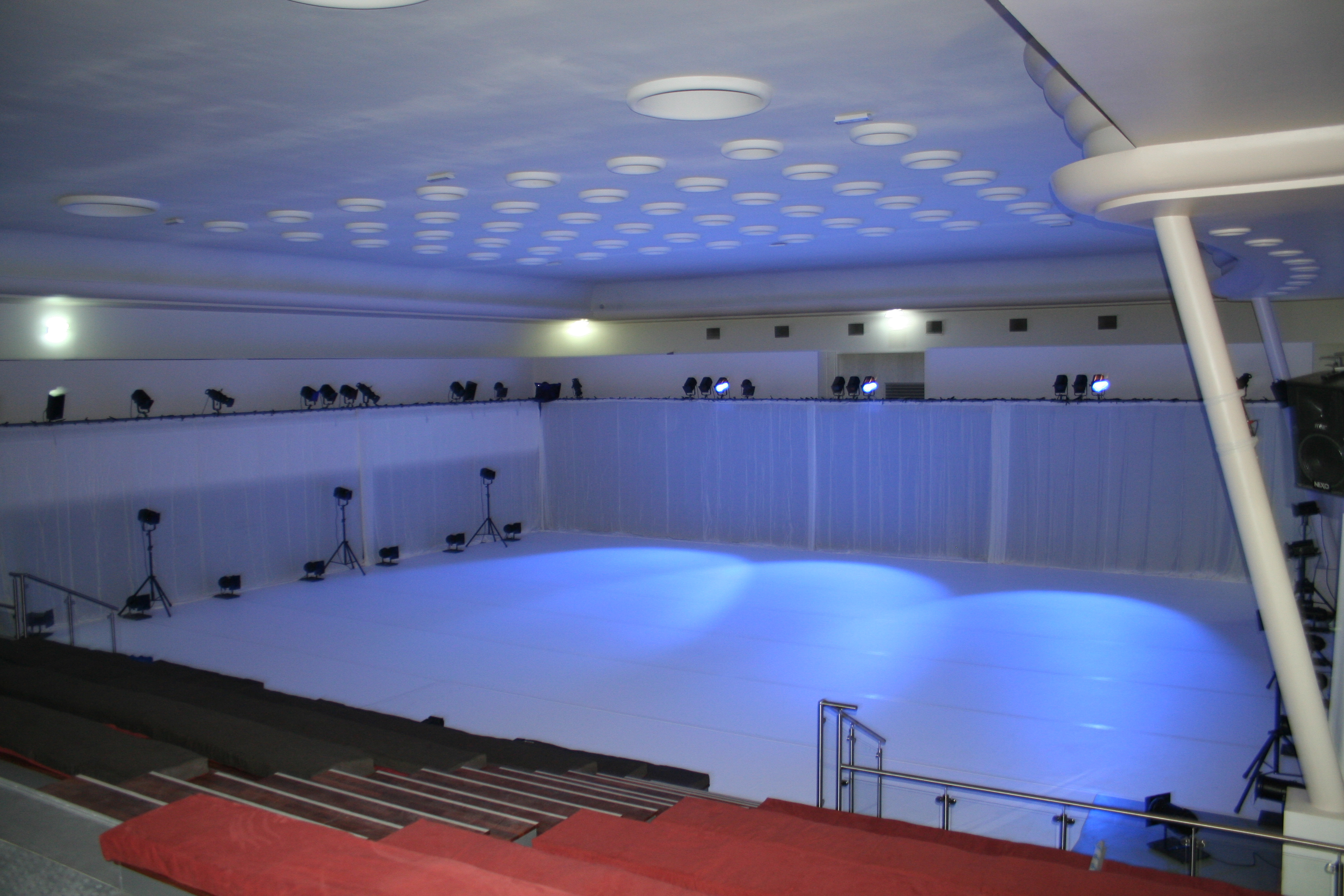
Grand Studio du Ballet du Nord

Le Ballet du Nord est fondé par le Cubain Alfonso Cata en janvier 1983. Rapidement, il le fait connaître et reconnaître au niveau national et international, en développant notamment de nombreux échanges avec l'Amérique. 
Après sa disparition, en septembre 1990, le français Jean-Paul Comelin lui succède pour une brève période. Nommé en 1991, il démissionne en 1993 à cause de la faible fréquentation du public[réf. nécessaire]. Après une période de vacance, la direction du CCN est assurée par Maryse Delente de 1995 à 2003. Licenciée en début d'année à la suite d'une grève des danseurs et techniciens, elle est remplacée en 2004 par la chorégraphe américaine Carolyn Carlson. Sa direction ouvre une nouvelle période, tant dans la gouvernance que dans le projet artistique et la renommée nationale et internationale du CCN.
De janvier 2014 à avril 2018, la direction est assurée par Olivier Dubois.
Le CCN Roubaix - Hauts-de-France est actuellement dirigé par le chorégraphe Sylvain Groud.

## Missions
Le Centre chorégraphique national Roubaix a pour vocation première la création et la diffusion d’œuvres chorégraphiques. Parallèlement, il assure une mission d’éducation artistique, en particulier à travers une école de danse de haut niveau qui accueille environ 180 élèves.
Le CCN dispose de six studios, dans des locaux d’une surface totale de 2 500 m2. En 2012, il emploie 27 salariés permanents et dispose d'un budget total de 4 M€, dont 2,6 M€ de financements publics conventionnés. 

## Le Colisée

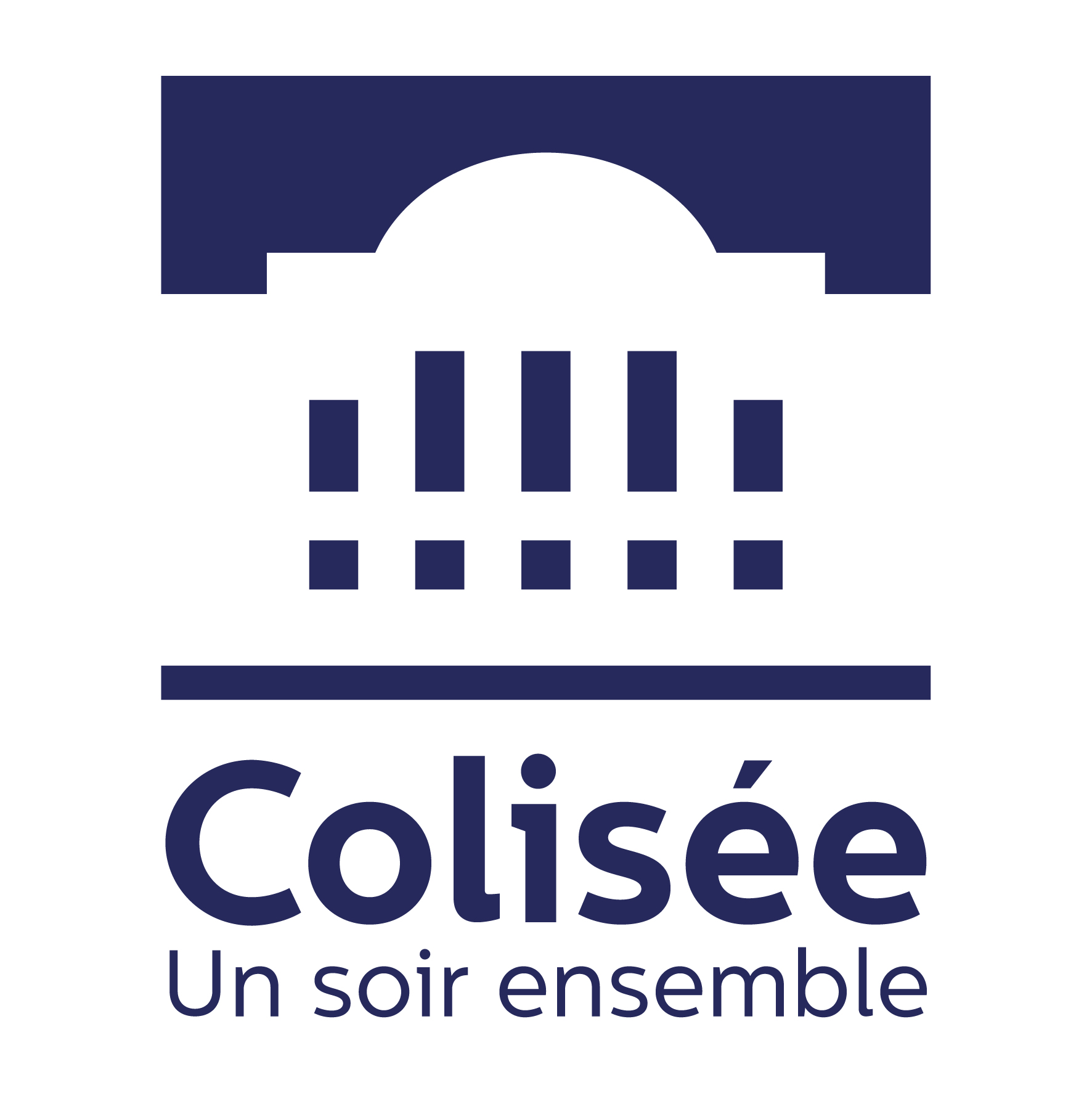
Logo du Colisée de Roubaix

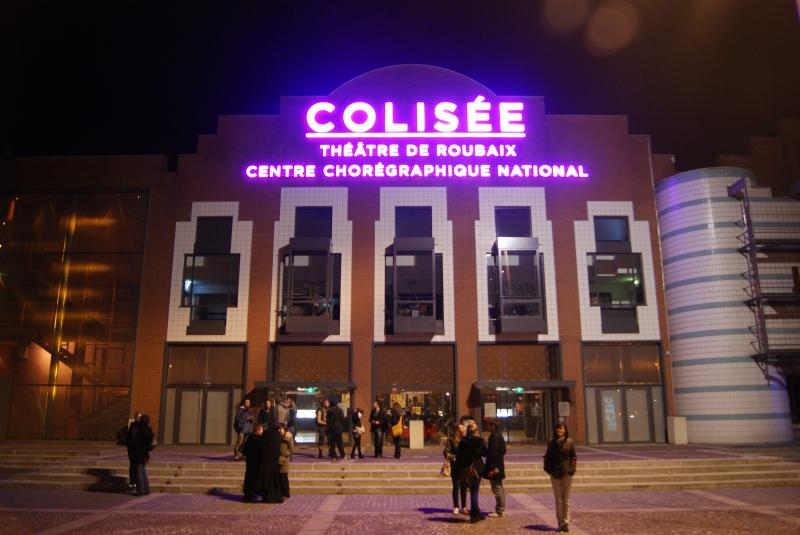
Le Colisée - Théâtre de Roubaix

Située 31 rue de l'Épeule à Roubaix, cette salle de théâtre et de spectacle (à l'origine un cinéma) a été construite en 1927 et a été plusieurs fois transformée depuis; elle peut accueillir 1 700 spectateurs assis. 
Le Colisée est parfois appelé Olympia du nord et autrefois de nombreux artistes s’y sont produits avant de se confronter au public parisien, notamment Piaf, Bécaud, Brel, Aznavour etc. C'était un haut lieu de rencontres et on disait que la moitié des couples de Roubaix s’y étaient formés.
Son architecture exceptionnelle, son histoire riche et variée, lui confèrent un visage unique et lui permettent de proposer un projet qui attire un très large public, il est à mi-chemin entre une « scène de découvertes » et un Zénith.
Des plus prestigieuses pièces de théâtre de la scène parisienne ou nationale aux grands ballets classiques ou contemporains, en passant par le cirque d’aujourd’hui ou traditionnel, les concerts, l’opéra, les comédies musicales et l’humour, tous les genres y sont représentés aujourd'hui.
C'est la première salle de spectacles de la métropole par nombre d'abonnés.